# 포포투

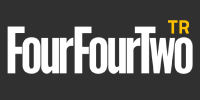

《포포투(Fourfourtwo)》는 영국에서 발행되는 월간 축구 전문 잡지로, 1994년 미디어 그룹 Haymarket社가 창간하였다. 2007년 2월까지 150호가 발행되었으며, 포포투라는 이름은 축구에서 가장 기본적인 포메이션 중 하나인 4-4-2 전법에서 유래한 것이다. 매월 영국내에서 10만부 이상이 발매되고 있으며, 전 세계 11개국에 총 50만부 가량이 발매되고 있다. 한국어판은 2007년 6월에 처음 발간되었다.

## 연혁
1994년 영국에서 창간되었다.
2007년 미디어윌을 통해 한국어판이 처음 발간되었다.